# Алентьев, Дмитрий Васильевич
Дмитрий Васильевич Алентьев  (род. 1 января 1957 года, хутор Верхне-Калинов Константиновского района Ростовской области) — поэт, член Союза писателей России.

## Жизнь и творчество
Дмитрий Алентьев в 1982 году окончил Литературный институт имени А. М. Горького (семинар Егора Исаева).
Работал в журнале «Пограничник».
Первую книгу стихов «Родниковая степь» выпустил в 1984 году.
С 1978 года — начальник студии писателей: баталистов и маринистов Федеральной погранслужбы России, подполковник.
С 2001 года работает в журнале «Милиция».
Лауреат Всесоюзного литературного конкурса имени А. М. Горького за лучшую первую книгу.

## Произведения Д. В. Алентьева
- Родниковая степь. 1984.
- Зорю бьют перепела. Стихи. — Ростов н/Д, 1986.
- Донская плещется волна. — Ростов н/Д, 1990.